# 林斯河戰役
林斯河战役（1799 年 9 月 25 日至 26 日）是第二次反法同盟中的一場戰役，讓·德迪厄·蘇爾特 师将军率领的法軍在瑞士與弗里德里希·霍茨率领的多國聯軍交戰。苏尔特精心策划後，法軍在苏黎世湖和瓦倫湖之间的林斯河上进行了一次成功的突擊。霍茨在戰鬥初期的死亡打乱了盟軍，並使他們被徹底擊敗，放棄了大量为亚历山大·苏沃洛夫的軍隊準備的補給。同一天，安德烈·马塞纳率領的法軍在第二次蘇黎世戰役中大勝了亞歷山大·科薩科夫率領的的俄罗斯军队。科萨科夫率領的俄軍和此場戰役的幸存者在弗朗茨·佩特拉施的率领下都撤退到了莱茵河以北。
这些失败是反法聯軍糟糕的战略帶來的结果，该战略计划将科薩科夫和霍茨的部队与苏沃洛夫从意大利向北的俄軍联合起来。按照該計畫，卡爾大公龐大的奥地利军队在几周前从苏黎世向德国南部进军，而蘇沃洛夫從義大利進軍的俄軍將前來補替。但馬塞納和蘇爾特卻在這短暫的時機中使得局勢徹底翻轉。9月24日，苏沃洛夫率領的俄軍進軍瑞士。然而，随着科萨科夫和佩特拉施都被赶出瑞士，马塞纳可将全部注意力都转向了苏沃洛夫的军队，为一场史诗般的高山战役奠定了基础。

## 註腳
1. 1 2 3 4  Bodart 1908，第343頁.
2. 1 2 3 4  Bodart 1908，第344頁.
3. ↑  Duffy 1999，第218–219頁.
4. ↑  Phipps 2011，第138頁.
5. ↑  Duffy 1999，第150–154頁.